# Réserve naturelle nationale du val de Loire
La réserve naturelle nationale du val de Loire (RNN127) est une réserve naturelle nationale située à cheval entre les régions Bourgogne-Franche-Comté et Centre-Val de Loire, dans les départements du Cher et de la Nièvre. Classée en 1995, elle s'étend sur 1 454 ha et protège 19 km du cours de la Loire.

## Localisation

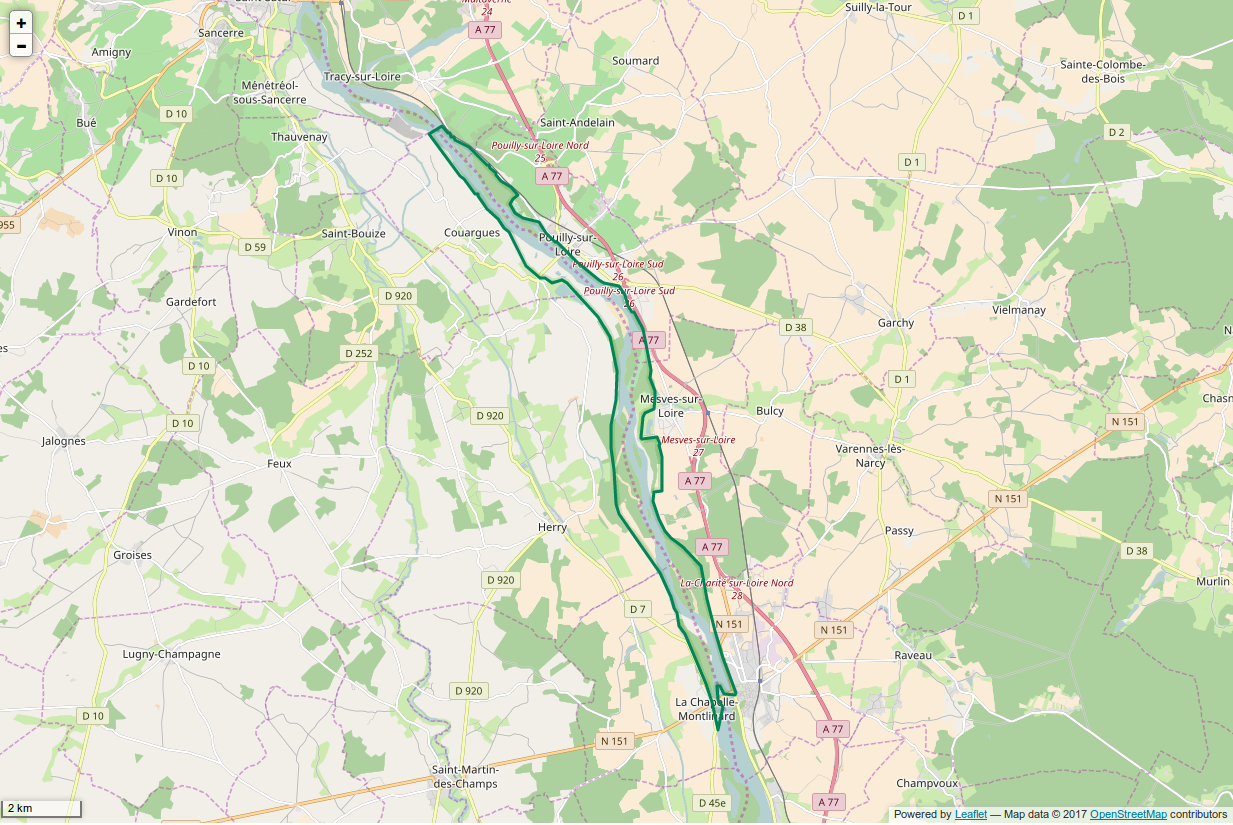
Périmètre de la réserve naturelle.

Le site englobe 19 kilomètres du cours de la Loire sur les communes de Couargues, Herry, La Chapelle-Montlinard, La Charité-sur-Loire, Mesves-sur-Loire, Pouilly-sur-Loire et Tracy-sur-Loire entre les départements du Cher et de la Nièvre.

## Histoire du site et de la réserve

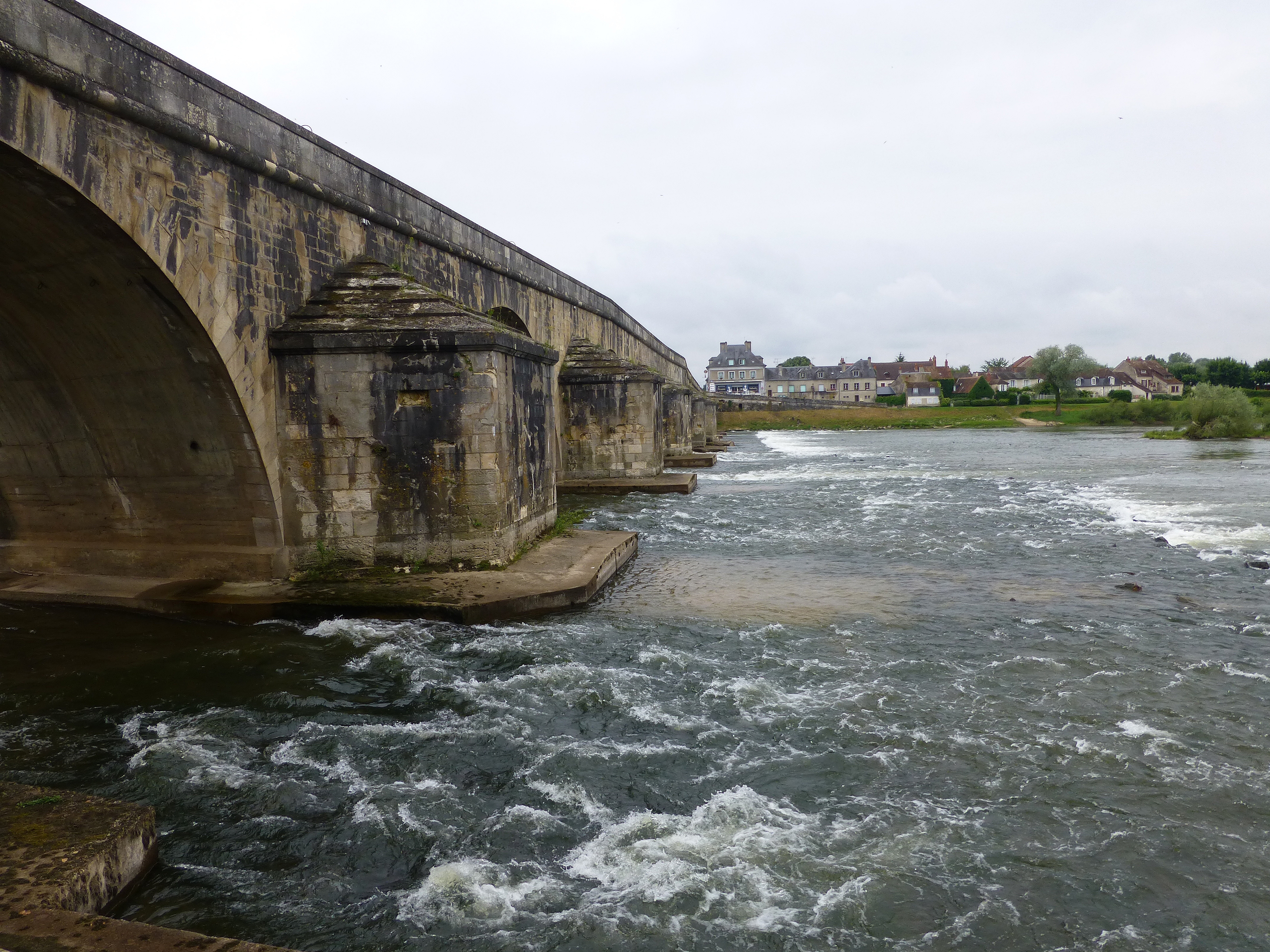
Pont de la Charité-sur-Loire.

L’intérêt exceptionnel du site est connu de longue date par les riverains, les scientifiques et les naturalistes.
Ce tronçon de Loire est le plus représentatif des paysages, de la flore, de la faune et des milieux naturels ligériens, rencontrés sur les 450 km de Loire moyenne entre Nevers et Angers. C’est également un site représentatif d’une dynamique fluviale encore bien active. Ces principales caractéristiques sont à l’origine de la création de la réserve naturelle en 1995.

## Écologie (biodiversité, intérêt écopaysager…)

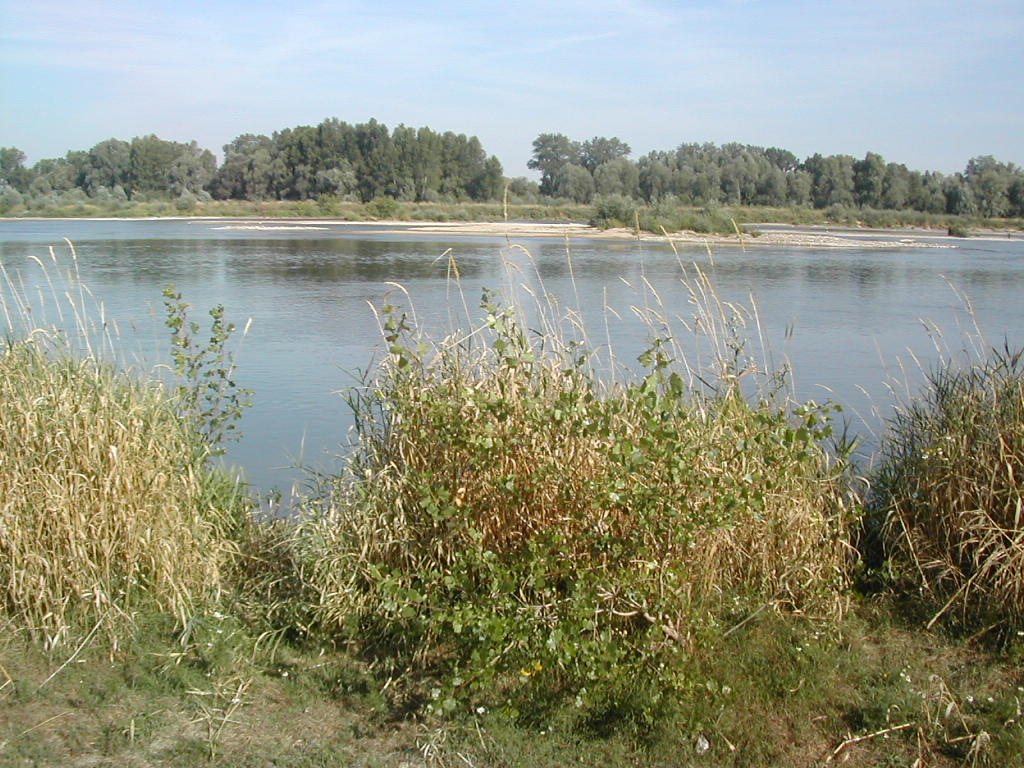
Bord de Loire.

La Loire est souvent reconnue comme l'un des derniers fleuves sauvages d'Europe. Elle façonne les paysages tout au long de son cours en multipliant les bras secondaires parsemés de bancs mobiles et d'îles. Une multitude de milieux sont ainsi générés.

### Flore
On trouve sur la réserve naturelle près de 620 espèces de végétaux, soit environ 10 % de la flore française.
Les grèves sont le reflet du travail incessant d’érosion puis de dépôt de sédiments de la Loire. Les conditions de vie y sont extrêmes : sous l’eau une grande partie de l’année, l’été la température peut atteindre 50 °C et le sol ne retient pas l’eau. On y trouve la Pulicaire vulgaire.
Sur les pelouses, la présence de mousses, lichens et orpins caractérise des sols pauvres et très secs. Plus haut, les pelouses sèches ne sont plus recouvertes qu’épisodiquement par les crues.
La forêt alluviale est composée dans les parties basses de saules blancs et de peupliers noirs. Plus haut, apparaissent le Frêne, l'Orme et le Chêne et se développent des Saules arbustifs  localement appelés « verdiaux ». On y trouve environ 80 espèces ligneuses.

### Faune
On trouve sur le site plus de 220 espèces d'oiseaux (1/3 des espèces visibles en Europe) dont près d'une centaine sont nicheuses en particulier les Sternes pierregarins et naines.
Le bras principal du fleuve est un couloir migratoire important pour les Saumons atlantiques, les Anguilles, les Aloses et les Lamproies marines. Au printemps, Martins-pêcheurs, Hirondelles de rivages et Guêpiers d’Europe creusent leurs nids au cœur des berges érodées.
Dans les bras secondaires ou « boires », les eaux sont moins rapides, moins profondes et plus chaudes. On y trouve le Castor d'Europe ainsi que de nombreux insectes et amphibiens comme le Crapaud calamite.

## Intérêt touristique et pédagogique
Les bords de Loire sont parcourus de nombreux chemins pédestres permettant l'accès à la réserve naturelle.

## Administration, plan de gestion, règlement
La réserve naturelle est gérée par les Conservatoires d'espaces naturels du Centre et de Bourgogne.

### Réglementation
La réglementation de la réserve naturelle indique les points suivants :
- la circulation (à pied, à cheval ou à vélo) est libre, la circulation de véhicules à moteur n’est pas autorisée en dehors des voies ouvertes à la circulation ;
- les feux, dépôts de déchets et bivouacs ne sont pas autorisés ;
- la présence de chien est interdite ;
- pour permettre la nidification des sternes pierregarins et naines, l’accès de certaines grèves est interdit une partie de l’année.

### Outils et statut juridique
La réserve a été créée par un décret du 21 novembre 1995.